# Croix des déportés 1914-1918
La Croix des déportés 1914-1918  (néerlandais : Kruis der Weggevoerden 1914-1918) était une décoration belge.  Elle fut créée par l'arrêté royal du 27 novembre 1922.  Elle était décernée à tous les Belges qui furent déportés en Allemagne pour refus de travail et soumis aux travaux forcés par l'ennemi pendant la Première Guerre mondiale.  Les déportés qui étaient en âge de service militaire ne reçurent pas la décoration. Les déportés décédés en déportation se virent, eux, décorés de l'Ordre de Léopold II avec rayure d'or sur le ruban.
Environ 55 000 exemplaires de cette croix furent remis.

## Insigne
L'insigne est une croix pattée frappée de bronze de 38 mm de large.  Les deux faces sont identiques et portent uniquement les millésimes "1914" et "1918" sur les bras horizontaux. La croix est suspendue par un anneau de suspension à un ruban rouge foncé en soie moirée avec des chevrons aux couleurs nationales belges, noir, jaune et rouge.

## Source
- Quinot H., 1950, Recueil illustré des décorations belges et congolaises, 4e Edition. (Hasselt)
- Cornet R., 1982, Recueil des dispositions légales et réglementaires régissant les ordres nationaux belges. 2e Ed. N.pl., (Bruxelles)
- Borné A.C., 1985, Distinctions honorifiques de la Belgique, 1830-1985 (Bruxelles)